# Från Lundagård och Helgonabacken

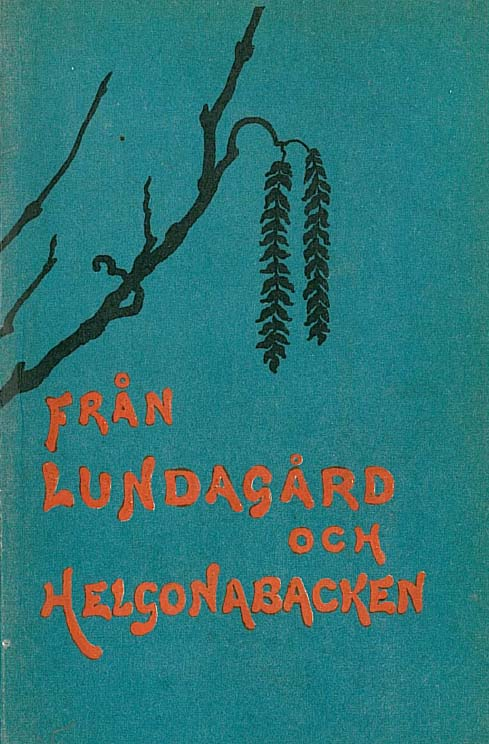
Omslaget till första numret av Från Lundagård och Helgonabacken 1892.

Från Lundagård och Helgonabacken var en lundensisk litterär studentkalender som utkom med fyra nummer 1892–1895. 
Enligt bland annat Emil Kléen, som var en av kalenderns initiativtagare, resulterade första numrets utgivning i en skandal i Lund. I ett brev till Birger Mörner den 27 maj 1892 skriver Kléen: 
| ” | Kalendern [nummer 1 1892] har, ser du, gjort succès de scandale. Där är revolt i staden emot den, hela bracksamhället skriker af indignation. Medicinarne protestera mot den tillbeddas skizz, skicka insändare i Sk. A:bl, fakultetens professorer svära hämd, intelligenspöbeln stämplar som råhet hvad vi kalla objektivitet i skildringar och – last but not least – Cato, vaktmästaren, talar om att väcka åtal för att han framställes som tagande supar. I denna nobla tanke styrkes han också af de noble medicinarne. Mot vetenskapsmannens bidrag har jemväl en om möjligt ännu starkare indignationsstorm blåst upp. 'Dvärgarne' ha tydligen känt piskrapp svida i skinnet och för närvarande är Bengts docentur en saga blott. | „ |

Kléen blev i samband med detta avskedad från sitt arbete på Nya Lund och for till Stockholm. Bengt Lidforss, som omnämns i brevet ovan, reste till Berlin. Kalendern fortsatte emellertid med ytterligare tre nummer, då motståndet mot kalendern stärkte de medverkande att fortsätta.
Bland de medverkande märks Ola Hansson, Knut Hamsun, Axel Wallengren (Falstaff, fakir), Emil Kléen, Lars Rydner, Bengt Lidforss, Per Hallström, John Wigforss och Arthur Sjögren. Innehållet utgjordes av en blandning av poesi, skönlitterär prosa, essäer och musik.